# Анчербак, Фёдор Григорьевич
Фёдор Григорьевич Анчербак (1918 год — неизвестно, село Уреки, Махарадзевский район, Грузинская ССР) — бригадир Урекского совхоза Министерства сельcкого хозяйства СССР, Махарадзевский район, Грузинская ССР. Герой Социалистического Труда (1949).

## Биография
Родилась в 1918 году на территории Троицкого района (сегодня не существует) современной Одесской области. В мае 1939 года был призван на срочную службу в Красную Армию Троицким РВК Одесской области. После армии переехал в Кобулетский район Грузинской ССР. С 1941 года участвовал в Великой Отечественной войне. Воевал в составе 6-го мотоциклетного полка на Южном фронте, позднее — в составе 26-го пограничного полка НКВД, командиром отделения разведки штабной батареи Командующего артиллерией 21-го стрелкового корпуса 3-й гвардейской Армии 1-го Украинского фронта. Был дважды ранен. После демобилизации в звании сержанта возвратился в Махарадзевский района Грузинской ССР, где трудился в Урекском совхозе Махарадзевского района (сегодня — Озургетский муниципалитет) с центром в селе Уреки.
В послевоенные годы возглавлял бригаду, которая занималась выращиванием цитрусовых плодов. В 1948 году бригада под его руководством собрала высокий урожай мандаринов. Указом Президиума Верховного Совета СССР от 5 июля 1949 года удостоен звания Героя Социалистического Труда за «получение высоких урожаев сортового зелёного чайного листа и цитрусовых плодов в 1948 году» с вручением ордена Ленина и золотой медали «Серп и Молот».
Этим же Указом званием Героя Социалистического Труда были удостоены директор совхоза Алфесий Семёнович Трапаидзе, главный агроном Вениамин Ивлианович Тодрия, заведующий отделением Илья Васильевич Маглакелидзе, рабочие Ольга Егоровна Милаева, Кирилл Семёнович Мазурик, Ольга Кирилловна Мазурик, Меланья Артёмовна Радченко, Зинаида Васильевна Ряшенцева, Мария Яковлевна Колыбельникова, Ольга Фёдоровна Пашкова, Хайрула Силеевич Хайбрахимов.
Проживал в селе Уреки. Дата смерти не установлена.
Награды
- Герой Социалистического Труда
- Орден Ленина
- Орден Красной Звезды (22.03.1945)
- Орден Отечественной войны 2 степени (11.03.1985)
- Медаль «За оборону Кавказа» (01.05.1944)
- Медаль «За отвагу» — дважды (03.05.1944; 12.05.1944)